# Jupoata costalimai
Jupoata costalimai là một loài bọ cánh cứng trong họ Cerambycidae.